# Jarapa

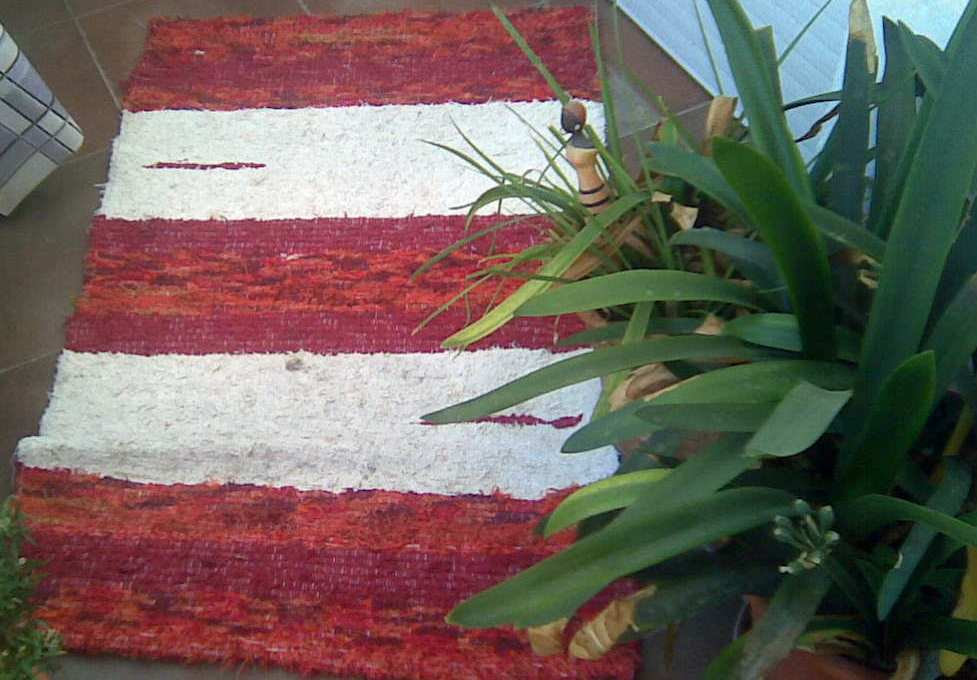
Jarapa de Almeria

Jarapa é um tipo de tecido grosso de diversas composições, usado para confecionar tapetes, mantas, colchas, cortinados, etc. nas regiões espanholas da  Andaluzia Oriental e Múrcia.
Desde que os muçulmanos ocuparam a região de Múrcia que se fabricam jarapas em Coy, seguindo os mesmos padrões artesanais de execução que se usavam na Antiguidade. Em Granada a produção e uso concentra-se na nas Alpujarras, especialmente em Pampaneira, um dos três povoados do Poqueira, e também na vila almeriense de Níjar.
Os tapetes são de cores vivas, e são fabricados em teares tradicionais, tipicamente usando retalhos de diferentes tecidos. Atualmente os materiais usados no fabrico são, além do algodão, o poliéster e outras fibras, provenientes do refugo ou restos das indústrias têxteis da Catalunha e de Alcoy. No processo de elaboração são aproveitados esses restos para fabricar as "tiras", com as quais são preparados os novelos, para posteriormente fazer os "churros" (espécie de meada especial que se introduz na lançadeira do tear para que a tira se vá tecendo). Quando os churros estão na lançadeiras deslocam-se pelo tear, entre os fios, fazendo o tecido. Depois de terminar, tira-se do tear, as jarapas são cortadas e, em alguns casos cosem-se os lados, noutros os lados são terminados com nós, ficando assim prontas para comercialização.
Embora na atualidade haja novos desenhos e técnicas para o fabrico das jarapas, a tradicional, de listas largas, é uma das mais procuradas pelos turistas. Coy exporta jarapas para todos os  centros turísticos da Andaluzia Oriental, onde se vende como artesanato de fabrico próprio e constitui uma importante fonte de rendimento da economia local. Em Coy existe um centro de interpretação etnológico e arqueológico, instalado na Casa Grande, instalado num edifício do século XVIII que tem um espaço dedicado ao fabrico de jarapas. Em Lorca existe um centro de artesanato.
Se no passado os cobertores de jarapa eram usados sobretudo para proteger os colchões e evitar a fricção das molas, a partir de certa altura passaram a ser quase um produto de culto para colecionadores. Quase desaparecidos em 1960, o Ministério do Trabalho organizou cursos de aprendizagem sem 1963, os quais formaram novos artesãos. Agora podem contemplar-se jarapas penduradas nas paredes, fazendo a vez de tapeçarias, e no chão de todo o tipo de casas, não apenas de caráter rústico. Também ainda se usam como manta ou colcha.